# Termenago
Termenago (IPA: /termeˈnaɡo/, Tremenàch in solandro) è una frazione del comune di Pellizzano, in provincia di Trento. Secondo lo studioso di toponomastica Carlo Battisti, il nome deriva dalla composizione del nome gentilizio Terminius, del possessore del fondo, col suffisso gallico -acum.

## Toponomastica
La toponomastica locale in dialetto solandro, è riconducibile molto spesso ai cognomi ed ai soprannomi dei proprietari dei vari tablà (tipica costruzione in legno e pietra, usata sia come abitazione, che come ricovero per gli animali, che come fienile e granaio).
Tipici sono i "scotùmi" di famiglia o personali, riconducibili alle caratteristiche dei componenti delle famiglie (es. Clàri, Rósoi ecc.), ai nomi ricorrenti (Giamperolìni, Albertìni, Fabianèle) o al mestiere tipico (Slózeri, Ciài). Cognomi storici del paese sono: Fezzi, Bevilacqua, Pedrazzoli, Armani, Maffei, Bosinelli. Più recenti invece Marchesi, Bertolla, Dallaserra, Daprà, Daldoss, Molignoni, Martini, Mosconi.

## Posizione geografica

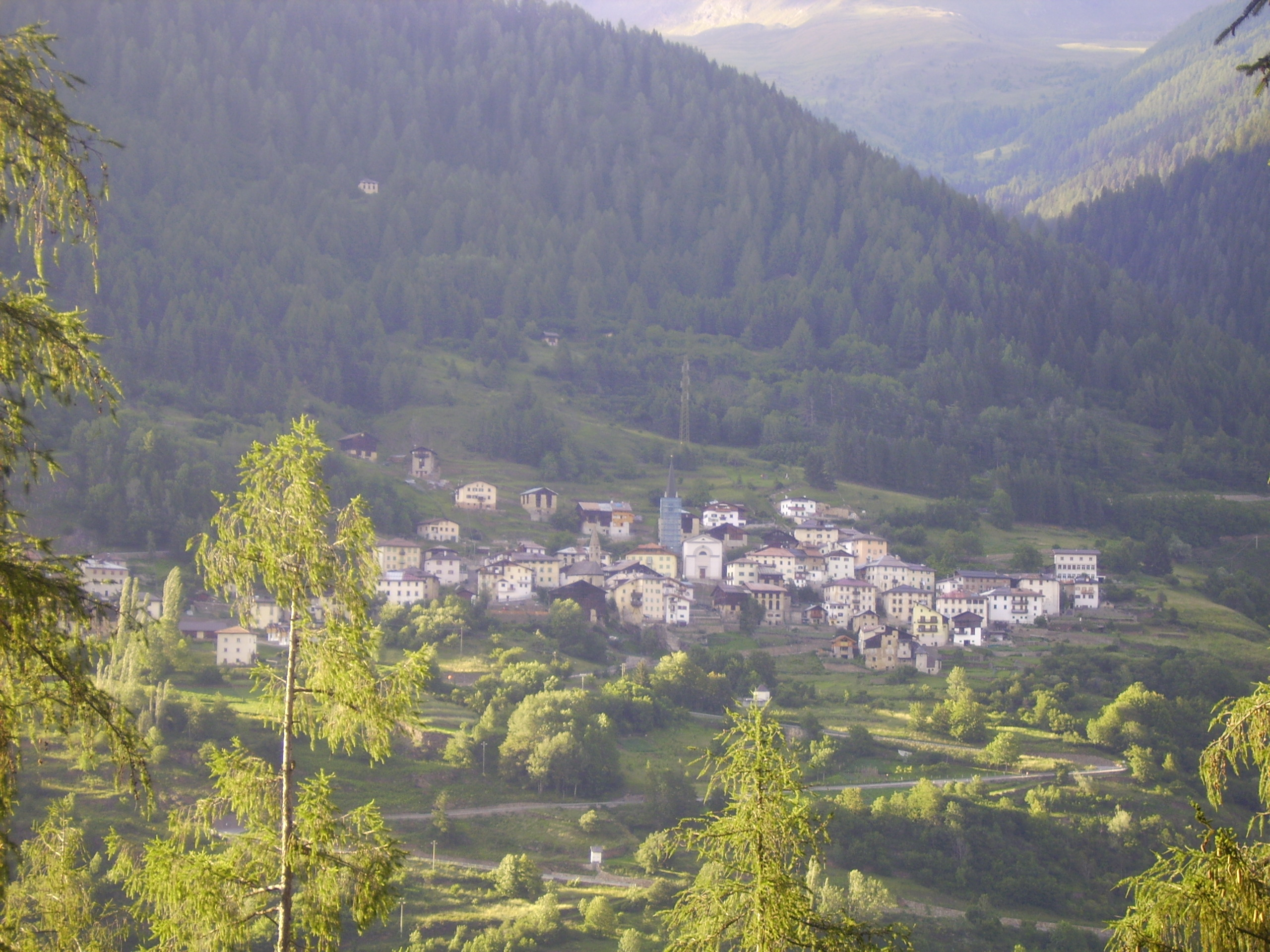
Panorama

Il paese è situato nell'alta val di Sole, sulla sinistra orografica del torrente Noce, a mezzacosta e parallelo rispetto alla strada di fondovalle che collega i comuni di Pellizzano e Mezzana. A circa metà di questo tratto,  diparte la strada provinciale n. 140, che con un percorso di circa 2 chilometri, supera dapprima il rio Corda, taglia la prateria di Claiano (scritto anticamente "Clajano")e sale con ampie curve fino al paese di Termenago. Da qui la strada prosegue raggiungendo le frazioni di Castello, Ortisé e, infine, Menas a quota 1517 metri.

## Origini
I primi documenti in cui è citata la "villa" di Termenago datano attorno al 1200 quando il paese 
faceva già parte della Pieve di Ossana. Una pergamena datata 1203, appartenente all'archivio parrocchiale di Pellizzano, riferisce di una sentenza relativa ad una causa tra gli abitanti di
Termenago e quelli di Pellizzano, Ognano, Arbi e Claiano circa i diritti di bosco, di pascolo e di
accesso alla montagna posseduta in comune sulla sinistra del Noce.
Nella stessa epoca, inoltre, il decano della pieve registrava le rendite vescovili provenienti dai terreni affittati, che consistevano generalmente in contributi di natura e prestazioni di mano d'opera. In particolare, il Codice Vanghiano n. 269 riporta che il 23 maggio 1212 un tale Guidone di Claiano prestò garanzia nei confronti della curia, in nome di Elica e Berta figlie di Albuccio di Termenago.
Di Termenago sono gli stampatori Nicolò Bevilacqua a Venezia e Donato Fezzi a Bressanone, entrambi operanti durante il secolo XVI.
Quattro erano le famiglie originarie di Termenago: Armani, Maffei, Pedrazzoli e Fezzi; sono però resistite soltanto le ultime due, le altre sono estinte in paese, anche se in valle e in altri luoghi del Trentino vi sono ancora persone portanti questi cognomi e originarie del villaggio.

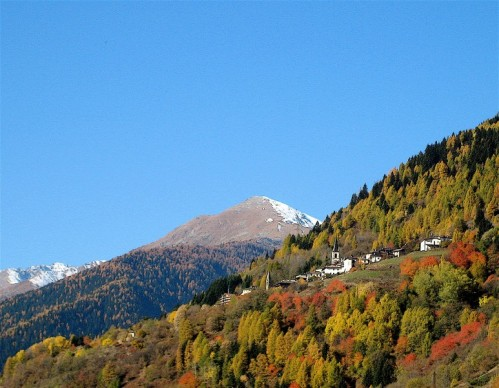
Il paese di Termenago e sullo sfondo il gruppo delle cime Boai-Sforzellina

## Monumenti e luoghi d'interesse

### Architetture religiose
- Chiesa di San Nicolò nuova, parrocchiale
- Chiesa di San Nicolò vecchia, di cui si ha notizia dal 1322, risale probabilmente a prima del XIV secolo e fu consacrata 1450. Nel corso dei secoli essa subì diverse rifacimenti e ristrutturazioni. Verso la metà del 700 con l'aumento della popolazione di Termenago si rese necessaria la costruzione di una chiesa più grande. La nuova chiesa di San Nicolò fu completata solo nel 1850, su progetto dell'architetto Giuseppe Tonazzi di Comasine, e consacrata il 3 agosto 1851.

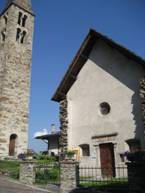
Chiesa di San Nicolò

Degno di nota il campanile, il più alto della valle, misura circa 53 metri; è staccato dalla chiesa. 

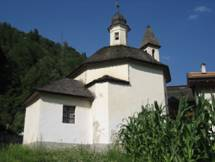
La chiesetta dedicata alla Madonna dell'Aiuto, in località Claiano

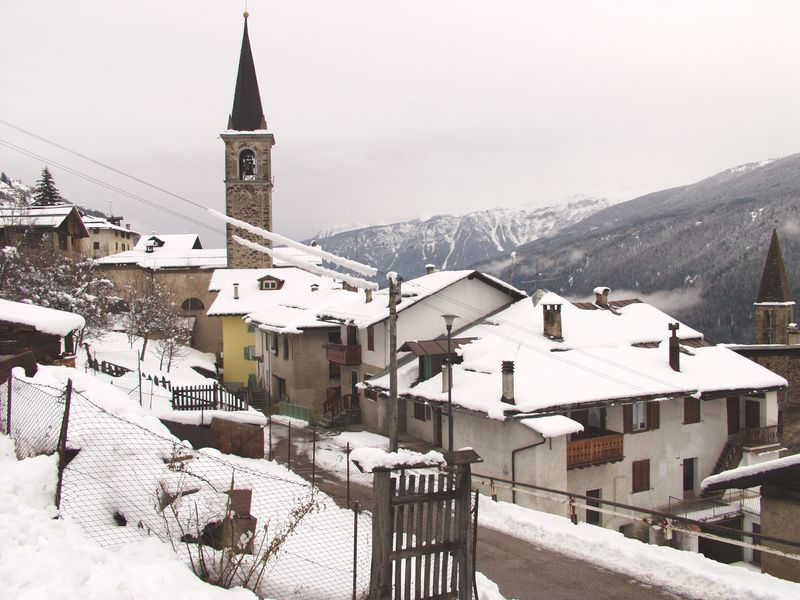
Parte del paese e la parrocchiale di S. Nicolò vista dall'incrocio fra la Via Adamello e la Salita ai Màseri

- Cappella dell'Ausiliatrice a Claiàno, poco a valle del paese, eretta nel 1737 per trasportarvi una immagine miracolosa della Madonna, appesa sul muro di un tablà in rovina nei pressi del piccolo abitato. La chiesetta è stata decorata dai fratelli Filz di Cles e restaurata abbondantemente tra il 1962 ed il 1972. Nella sagrestìa ottocentesca della chiesetta, si trova un armonium, della metà dell '800.
- In località Corignöla degna di nota la chiesetta cimiteriale di San Rocco, della fine del secolo XVIII.
- Sparsi attorno al paese i tipici capitèi, delle sacre edicole dedicate a vari santi, tipici di tutto il Trentino e della devozione pura e campagnola degli abitanti. Se ne contano almeno 5 (sia nel paese, che nei dintorni).

## Suddivisione storica: "contràdeecantóni"
Storicamente, il paese di Termenago era suddiviso in due contràde, Féc' (da cui il cognome Fezzi) e Palù, le quali erano suddivise in altri cantóni: Màseri, Cantonàci, Armàni (dal cognome della famiglia abitante maggiormente questo cantón), Clajàn, Tablà nöf, Fónech, Crosure. 
Da moltissimi di questi cantóni derivano cognomi e soprannomi (gli antichi scotùmi) di persone.
Tutt'intorno al paese ci sono varie località dai nomi altisonanti e dialettali molto coloriti: Caràje, Gàgi, Bedión, Fónech, Campión, Còl, Socé, Dòs da plàni, Gàna, Fosà, Margiói, Argheràcia, Tréma, Màrgola, Stanquadróc'...
Il legame col territorio e i ritmi della terra e del tempo sono molto legati ai paesi della valle, a Termenago in particolare.

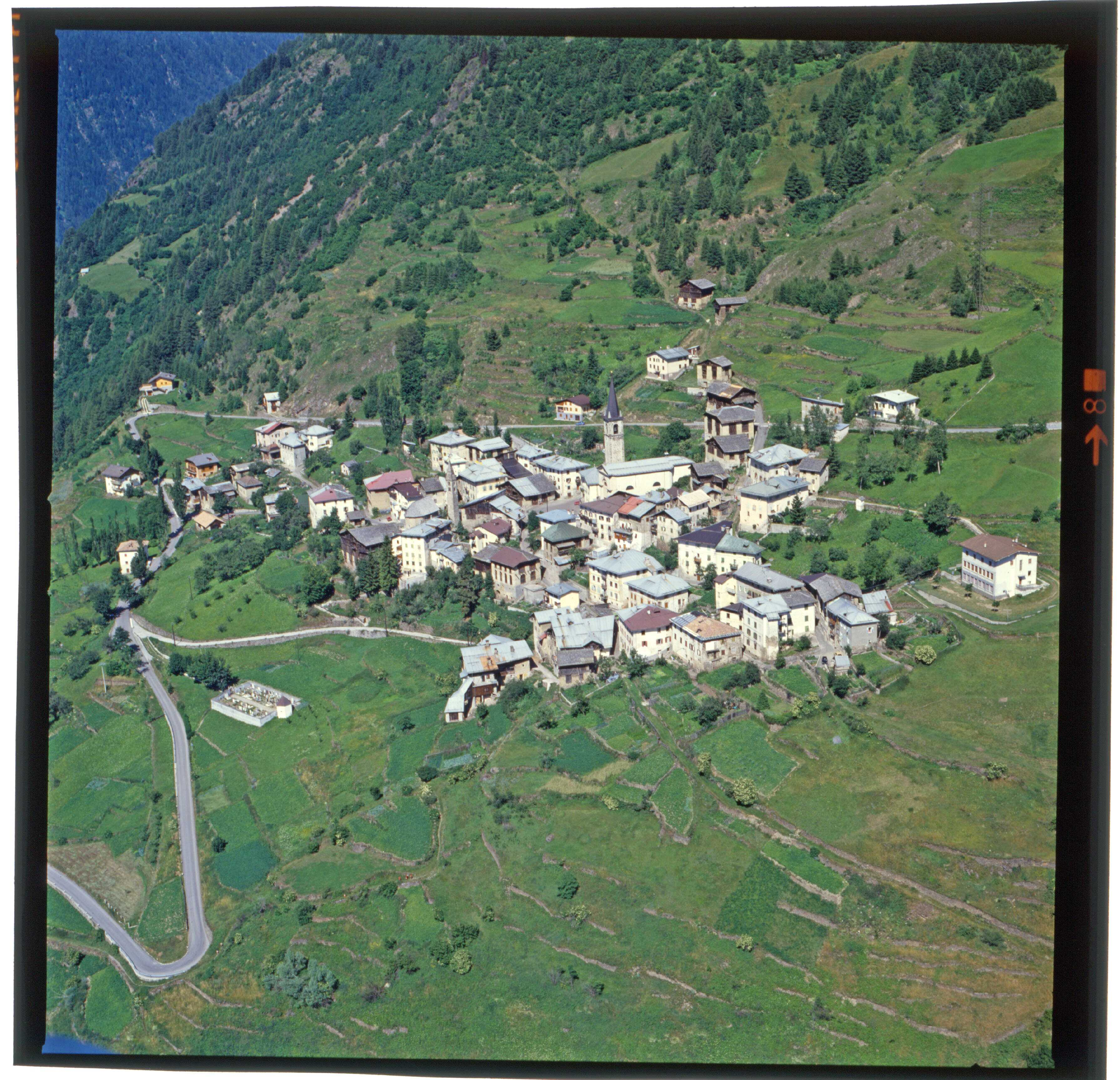
Foto aerea di Termenago, anno 1984, Servizio Catasto regionale

## Società

### Evoluzione demografica
Dal grafico si nota come la popolazione sia passata dalle 800 unità dei primi anni del '900 alle 120 c.a. attuali, dovute principalmente alla prima guerra mondiale e al "miracolo economico italiano degli anni sessanta e seguenti che ha visto molta parte della gente "migrare" in fondovalle (es. a Malé) o in "città".

## Curiosità

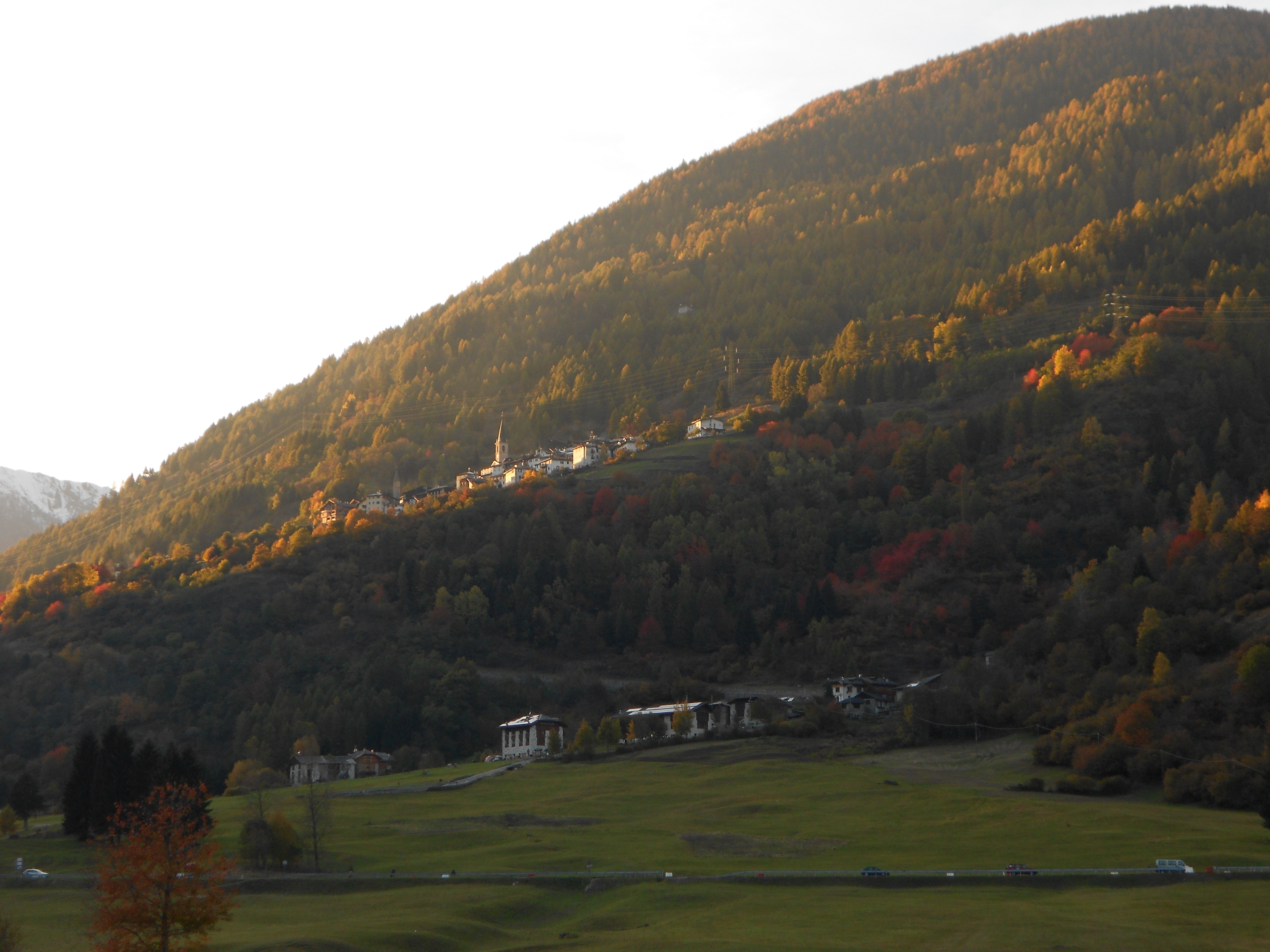
Termenago e i masi di Claiano visti dal maneggio in località Pressenago

- Lo "scotùm" degli abitanti di Termenago è fàusi o gnöle.
- La particolarità della parte bassa del paese sono i campi posti su terrazzamenti, formati da muretti a secco molto caratteristici. Su questi poggioli, venivano coltivate patate, segale, frumento e crauti.
- Il paese è circondato da numerosi masetti dove un tempo venivano pascolate i bovini e le capre in primavera e autunno (i cosiddetti maggenghi).
- Le regole di Termenago comprendevano anche le due Malghe Tremenesche, ora facenti parte delle regole di Rabbi e regolate da apposita consortèla. Restano apparentenenti alla frazione di Termenago le due Malghe di Fratasecå, all'interno della Val di Peio, in una porzione di territorio interamente circondate dal comune di Peio. Grazie a questo possedimento, il comune di Pellizzano far parte del Parco nazionale dello Stelvio.
- La sagra paesana, dedicata a S. Maria Ausiliatrice, in onore della Vergine venerata nel templietto sito nei pressi dei Masi di Clajano, era un tempo nominata la Sagra dei Morosi, perché si incontravano i giovanotti locali e potevano conoscersi meglio. Era ed è festeggiata la seconda domenica di maggio.
- Del borgo è originario il cardinal Giulio Bevilacqua.